# Agrafa (Gebirge)
Agrafa (griechisch Άγραφα) bezeichnet ein Gebirge im Westen der griechischen Regionen Thessalien (Regionalbezirk Karditsa) und Mittelgriechenland (Regionalbezirk Evrytania).
Der Name Agrafa lässt sich auf die Situation während des Osmanischen Reichs von Anfang des 15. Jahrhunderts bis Anfang des 19. Jahrhunderts zurückführen, als die schwere Zugänglichkeit des Agrafa-Gebirges den Einwohnern im Vergleich zu anderen durch die Osmanen beherrschten Gebieten relative Unabhängigkeit ermöglichte. Die Einwohner dieser Region waren auf den Steuerlisten des Sultans nicht aufgeführt bzw. nicht aufgeschrieben (ta agrafa τα άγραφα ‚die nicht aufgeschriebenen [Gebiete]‘). Das Agrafa-Gebirge wird auch als das bergige Herz Mittelgriechenlands bezeichnet.

## Geographie
Das Agrafa-Gebirge bildet die von Nordnordwesten nach Südsüdosten gerichtete Fortsetzung des südlichen Pindos-Gebirges mit dessen Hauptmassiv Tzoumerka und verbindet das südliche Pindosgebirge mit den Gebirgen und Bergmassiven Giona, Vardousia, Parnassos und Panetoliko im südlichen Teil des griechischen Festlands. Zeitweilig wurde das gesamte Pindos-Massiv als Agrafa bezeichnet; dies hat sich aber nicht durchsetzen können.
Die Begrenzungen des Agrafa-Gebirges waren insbesondere über die Zeit variabel definiert. François Pouqueville begrenzt die Region in seinem Reisebericht im Westen durch das Tal des Flusses Acheloos, welches die Agrafa-Berge von den Valtou-Bergen (Ori Valtou) trennt. Im Südosten findet das Agrafa-Gebirge seine Begrenzung im Beginn des Tals des Flusses Sperchios östlich des Berges Tymfristos. Im Osten werden die Agrafa-Berge durch das Gebiet rund um Trikala begrenzt, was der westlichen Begrenzung der westlichen thessalischen Ebene entspricht.
Der höchste Punkt im Agrafa-Gebirge variiert je nach geographischer Definition seiner Grenzen. Nach Pouqueville ist die höchste Erhebung des Agrafa-Gebirges der Tymfristos mit seinen 2312 m Höhe.

### Gipfel
| Name deutsch   | Alias griechisch | Name griechisch | Alias griechisch | Höhe in m | Lage im Agrafa   | Präfektur | Verwaltungsregion  |
| -------------- | ---------------- | --------------- | ---------------- | --------- | ---------------- | --------- | ------------------ |
| Tymfristos     | Velouchi         | Τυμφρηστός      | Βελούχι          | 2312      | Ost-Agrafa       | Evrytania | Mittelgriechenland |
| Schizokaravo   | Karava Agrafon   | Σχιζοκάραβο     | Καράβα Αγράφων   | 2184      | Nord-Agrafa      | Karditsa  | Thessalien         |
| Voutsikaki     |                  |                 |                  | 2152      | Nord-Agrafa      | Karditsa  | Thessalien         |
| Moutsiara      |                  |                 |                  | 2133      | Nord-Agrafa      | Karditsa  | Thessalien         |
| Salagianni     |                  |                 |                  | 2129      | Nord-West-Agrafa |           |                    |
| Fteri          | Pteri            |                 |                  | 2126      | West-Agrafa      | Evrytania |                    |
| Deldimi        |                  |                 |                  | 2126      | Nord-West-Agrafa |           |                    |
| Flitzani       |                  |                 |                  | 2106      | Nord-Ost-Agrafa  |           |                    |
| Liakoura       |                  |                 |                  | 2040      | Süd-West-Agrafa  | Evrytania |                    |
| Svoni          |                  |                 |                  | 2039      | Ost-Agrafa       |           |                    |
| Bolero         |                  |                 |                  | 2016      | Nord-Ost-Agrafa  |           |                    |
| Galata         |                  |                 |                  | 2016      | Nord-Ost-Agrafa  | Evrytania |                    |
| Kalyvia        |                  |                 |                  | 2016      | Ost-Agrafa       | Evrytania |                    |
| Katarrachias   | Καταρραχιάς      | Katarachias     | Καταραχιάς       | 2002      | Ost-Agrafa       | Evrytania |                    |
| Pende Pyrgi    |                  |                 |                  | 2003      | Ost-Agrafa       | Karditsa  |                    |
| Zigourolivado  |                  |                 |                  | 1977      | Nord-Agrafa      | Karditsa  | Thessalien         |
| Kopsi          |                  |                 |                  | 1939      | SE               | Evrytania |                    |
| Koukeika       |                  |                 |                  | 1931      | Ost-Agrafa       | Karditsa  |                    |
| Koufolongos    |                  |                 |                  | 1882      | Nord-Ost-Agrafa  | Karditsa  |                    |
| Plaka          |                  |                 |                  | 1852      | West-Agrafa      |           |                    |
| Kamaria        |                  |                 |                  | 1782      | Ost-Agrafa       |           |                    |
| Gidokastro     |                  |                 |                  | 1756      | NW               |           |                    |
| Gidolivado     |                  |                 |                  | 1775      | Nord-Ost-Agrafa  |           |                    |
| Petalouda      |                  |                 |                  | 1770      | Nord-Ost-Agrafa  | Karditsa  |                    |
| Kafki          |                  |                 |                  | 1751      | Süd-Ost-Agrafa   |           |                    |
| Koukouroundzas |                  |                 |                  | 1720      | Ost-Agrafa       |           |                    |
| Gravani        |                  |                 |                  | 1713      | Süd-West-Agrafa  |           |                    |
| Fidoskala      |                  |                 |                  | 1705      | Süd-Ost-Agrafa   |           |                    |
| Kafki          |                  |                 |                  | 1667      | Nord-Ost-Agrafa  |           |                    |
| Spani          |                  |                 |                  | 1647      | Süd-Ost-Agrafa   |           |                    |
| Karamanoli     |                  |                 |                  | 1628      | Nord-Ost-Agrafa  | Karditsa  |                    |
| Ouranos        |                  |                 |                  | 1619      | Süd-Ost-Agrafa   |           |                    |
| Marathos       |                  |                 |                  | 1608      | Ost-Agrafa       |           |                    |
| Vatoskala      |                  |                 |                  | 1601      | Süd-Ost-Agrafa   |           |                    |
| Fourka         |                  |                 |                  | 1566      | Süd-West-Agrafa  | Evrytania |                    |
| Tsouma         |                  |                 |                  | 1518      |                  |           |                    |
| Itamos Agrafon |                  |                 |                  | 1405      | Nord-Ost-Agrafa  |           |                    |

## Geschichte
In der Landschaft selbst waren nach den überlieferten Quellen die Doloper sesshaft und verliehen der Landschaft den abgeleiteten Namen Dolopia. Die Doloper entsandten nach den Angaben von Pausanias und Harpocration Gesandte zum Amphiktyonischen Bund. Dolopia hatte wohl nur eine bedeutende Ortschaft, Ktimeni oder Ktimene. Dolopia und damit die Agrafa-Berge waren Gegenstand territorialer Streitigkeiten zwischen dem Königreich Makedonien als nördlichen Nachbarn und dem Ätolischen Bund als westlichen und südwestlichen Nachbarn. Dolopia wurde von Perseus für Makedonien erobert. Nach Livius fiel Dolopia anschließend an den Ätolischen Bund bei dessen Ausdehnung nach Thessalien.
In der Zeit unter osmanischer Herrschaft vom 15. Jahrhundert bis 1829 zählte das Gebiet des Agrafa-Gebirges zum Vilâyet Aspropotamos (näherungsweise Gebiet des heutigen West-Agrafa) sowie zum Verwaltungsbezirk Karpenisi (näherungsweise Gebiet des heutigen Ost-Agrafa einschließlich des Gebiets um Karpenisi und Tymfristos). Beide lagen im Verwaltungsbereich des Sanjak Thessalien. Trotz der osmanischen Besetzung und Verwaltung hatte das osmanische Reich wenig mehr als die Stadt Karpenisi mit ihrer Garnison osmanischer Streitkräfte unter Kontrolle. Aufgrund des unzugänglichen Geländes des Agrafa-Gebirges blieb dieses samt seinen in großer Mehrheit griechischen Einwohnern de facto unabhängig. Aus dieser Zeit soll auch die Bezeichnung Agrafa stammen, die angeben soll, dass die Einwohner des Agrafa-Gebirges nicht in die Steuerlisten des Sultans eingeschrieben waren. Unter der Herrschaft des Ali Pascha Tepelena bis 1821 gelangte das Gebiet der Agrafa-Berge durch dessen harsches Intervenieren enger unter die Kontrolle des Osmanischen Reiches.
Das Agrafa-Gebirge war Schauplatz des griechischen Unabhängigkeitskriegs von 1821 bis 1829. Die griechischen Aufständischen griffen 1823 unter Führung von Markos Botsaris die osmanische Garnison von Karpenisi an und zerstörten diese.
Im griechischen Bürgerkrieg von Februar 1946 bis 1949 war das Agrafa-Gebirge wiederholt Schauplatz teils heftiger militärischer Auseinandersetzungen zwischen den linksgerichteten und kommunistischen Rebellen einerseits sowie den rechtsgerichteten und nationalistischen Regierungstruppen der regulären griechischen Armee andererseits. Wie schon zu Zeiten des griechischen Unabhängigkeitskrieges und der des Widerstands gegen die Besatzung durch die Achsenmächte während des Zweiten Weltkriegs von 1941 bis 1944 erwies sich das unzugängliche bergige Terrain des Agrafa-Gebirges als idealer Ort zur Guerillakriegsführung. Einer der Anführer der linksgerichteten Rebellen, Aris Velouchiotis, referenzierte mit seinem Nachnamen auf den Berg Velouchi (Tymfristos). Vom 5. bis zum 30. April 1947 unternahm die griechische Armee die Operation Adler im Agrafa-Gebirge und dem nordnordöstlich angrenzenden Tzoumerka-Massiv, welche sich gegen die Rebellen richtete. Erfolgreich war diese Aktion allerdings nicht. Außer der Gefangennahme von einigen Rebellen kostete der Raumgewinn eine erhebliche Anzahl von Menschenleben auf Seiten der regulären Armee. Die Kampfkraft der Rebellen litt unter diesen Militäroperationen nicht.
1948 stellten sich im Bereich der Agrafa-Berge die ersten bedeutenden militärischen Erfolge der griechischen Regierungstruppen gegen die Aufständischen ein. Zunächst wurde in einem Ablenkungsangriff zwischen dem 13. und 14. April 1948 mit einem Bataillon von Kommandokräften der griechischen Armee das Rebellenhauptquartier für die Agrafa-Berge bei Mastrogianni erobert. Am 15. April 1948 begann das 1. Corps unter General Tsakalotos eine großangelegte militärische Operation, bei aus Agrinio im Westen sowie aus Lamia im Osten entlang des Tal des Sperchios eine Zangenangriffsbewegung durchgeführt wurde. Die Rebellen drohten nach erfolgreichem Vorrücken der Armee im Gebiet von Lidoriki in Fokida im Flusstal des Mornos eingekesselt zu werden und zogen sich über die Agrafa-Berge nach Norden zurück.
Am 15. Mai 1948 endete die Operation der griechischen Armee. Nach ihren Schätzungen waren mehr als 2000 Rebellen ums Leben gekommen. Rund 4500 verdächtige Personen waren bereits im Vorfeld dieser Militäroperation verhaftet worden (März 1948). Dennoch kam es im weiteren Verlauf des Bürgerkriegs im Gebiet der Agrafa-Berge zu schweren Kampfhandlungen. Den Rebellen gelang Ende 1948 sogar die Einnahme von Karpenisi. Einem Gegenangriff der griechischen Armee hielten sie stand, beim zweiten mussten sie Karpenisi aufgeben und sich nach Nordwesten in die Agrafa-Berge zurückziehen. 1949 endeten die Kampfhandlungen mit dem Fall des Gramos-Gebirges im Norden und der damit verbundenen Niederlage der Rebellen.

## Bevölkerung
Pouqueville gibt aufgrund der osmanischen Kataster eine Bevölkerungszahl des Gebietes der westlichen Agrafa-Berge (Vilayet Aspropotamos) von 5839 griechischen Familien an, was sich zu einer Einwohnerzahl von 39.195 summiert, welcher aber nur den griechischen Bevölkerungsanteil umfasst. Für das Vilayet Karpenisi und damit die östlichen Agrafa-Berge werden von Pouqueville aus osmanischen Katastern 1690 vlachische Familien angegeben. Dieses Gebiet wurde infolge der vlachischen Bevölkerungsmehrheit auch als Vlachochoria (Vlachen-Dörfer) bezeichnet. Insgesamt zählte das Gebiet 3717 Familien entsprechend 18.585 Einwohnern.

## Flora und Fauna
Eine Auskunft der griechischen Waldbehörde teilte 1953 mit, dass im Vergleich zum Zeitpunkt knapp 150 Jahre zuvor (1805) die landwirtschaftliche Produktion beispielsweise von Wein drastisch rückläufig war. Die Seidenproduktion sei in diesem Zeitraum von 1805 bis 1953 vollständig eingestellt worden. Im selben Zeitraum habe sich die Produktion von Honig im Agrafa-Gebirge versiebenfacht. 1805 schätzte William Martin Leake den Viehbestand im Agrafa-Gebirge auf 40.000 Schafe und Ziegen; 1953 wurden lediglich 18.000 Schafe und Ziegen registriert.

## Sehenswürdigkeiten
- Kloster von Tatarna
- Manoli-Brücke
- Kremasta-See
- Plastiras-See
- Flusstal des Agrafiotis
- Flusstal des Tavropos
- Flusstal des Acheloos
- Skigebiet des Tymfristos
- Hügel Agios Dimitrios bei Karpenisi